# Golfo di Ancud
Il golfo di Ancud è un corpo d'acqua della regione meridionale del Cile che fa parte dell'oceano Pacifico. Si trova a nord-est dell'isola di Chiloé. Appartiene alla regione di Los Lagos e bagna le coste delle province di Chiloé, Llanquihue e Palena.

## Geografia
Il golfo di Ancud misura 96 chilometri (52 miglia nautiche) sia in lunghezza che in larghezza nei punti di maggior estensione. I suoi limiti sono:
- a nord: la terraferma da punta Coronel a punta San Antonio, compresa la penisola Challahue; le isole meridionali dell'arcipelago di Calbuco e il Seno Reloncaví;
- a est: la costa continentale della provincia di Palena, da punta Trentelhue a punta Tengo;
- a sud: il lato settentrionale delle isole Quinchao, Alao, Apiao e delle isole Desertores, isole che lo separano dal golfo del Corcovado;
- a ovest: la costa nord-est dell'isola di Chiloé a partire da punta Tres Cruces.

A nord-ovest il canale di Chacao mette in comunicazione il golfo di Ancud con l'oceano Pacifico.
Si trovano nelle acque del golfo l'isola Caucahué (accostata a Chiloé), le isole Chauques, il Grupo Quenac e l'isola Llancahué (sul lato orientale).